# Lijst van burgemeesters van Stiphout
Dit is een lijst van burgemeesters van de voormalige Nederlandse gemeente Stiphout in de provincie Noord-Brabant. Stiphout is op 1 januari 1968 opgeheven en opgegaan in de gemeente Helmond.
| Ambtsperiode | Naam burgemeester           | Partij of stroming | Bijzonderheden                                                         |
| ------------ | --------------------------- | ------------------ | ---------------------------------------------------------------------- |
| 1810 - 1826  | Johannes Claassens          |                    |                                                                        |
| 1826 - 1850  | Bartel Pieter van Duynhoven |                    | Ook Bartholomeus van Duijnhoven                                        |
| 1850 - 1883  | Francis van der Putten      |                    |                                                                        |
| 1883 - 1895  | Antonius van Lieshout       |                    |                                                                        |
| 1895 - 1905  | Johannes van Oorschot       |                    |                                                                        |
| 1905 - 1923  | Martinus Sprengers          |                    |                                                                        |
| 1923 - 1957  | H.J.M. van der Weiden       |                    | vanaf 1942 waarnemend, vanaf 1942 tevens burgemeester van Beek en Donk |
| 1957 - 1967  | E.P.A.M. Janssens           |                    | waarnemend, tevens burgemeester van Aarle-Rixtel (1955-1973)           |